# Randy (football)
Pour les articles homonymes, voir Randy et Iban.
Ibán Iyanga Travieso, dit Randy, est un footballeur international équatoguinéen, né le 2 juin 1987 à Las Palmas de Gran Canaria en Espagne.

## Biographie

### En club
Randy commence sa carrière dans sa ville natale au centre de formation de Las Palmas, il commence véritablement à jouer en équipe B de Las Palmas en quatrième et troisième division espagnole.
Le 20 juin 2009, il débute en équipe première en étant titulaire lors de la dernière journée de la Segunda Division contre Levante UD (2-2), il cède sa place à la 69e minute.
Lors de la saison suivante il est directement prêté un an en division trois dans le club de CD Mirandés, il joue plus avec 29 matchs et un but.
En juin 2010, il retourne à Las Palmas où il est trop souvent remplaçant, il joue très peu.

### En sélection nationale
Bien que né en Espagne, il choisit de représenter la Guinée équatoriale grâce aux origines de son père.
Il honore sa première sélection contre Botswana (0-2) le 12 octobre 2010 en match amical, il était titulaire .
Il marque son premier but en sélection le 7 septembre 2011 en match amical contre la République centrafricaine (3-0) .

## Buts en sélection
| Buts (3) en sélection de Randy | Buts (3) en sélection de Randy | Buts (3) en sélection de Randy                      | Buts (3) en sélection de Randy | Buts (3) en sélection de Randy | Buts (3) en sélection de Randy | Buts (3) en sélection de Randy    |
|                                | Date                           | Lieu                                                | Adversaire                     | Score                          | Résultat                       | Compétition                       |
| ------------------------------ | ------------------------------ | --------------------------------------------------- | ------------------------------ | ------------------------------ | ------------------------------ | --------------------------------- |
| 1.                             | 7 septembre 2011               | Nuevo Estadio de Malabo, Malabo, Guinée équatoriale | Centrafrique                   | 1-0                            | 3-0                            | Match amical                      |
| 2.                             | 11 novembre 2011               | Nuevo Estadio de Malabo, Malabo, Guinée équatoriale | Madagascar                     | 2-0                            | 2-0                            | Qualification Coupe du monde 2014 |
| 3.                             | 25 janvier 2012                | Estadio de Bata, Bata, Guinée équatoriale           | Sénégal                        | 1-0                            | 2-1                            | CAN 2012                          |

## Statistiques
| Saison                | Club                  | Championnat           | Championnat | Championnat | Coupe(s) nationale(s) | Coupe(s) nationale(s) | Sélection          | Sélection | Sélection | Total | Total |
| Saison                | Club                  | Division              | M.          | B.          | M.                    | B.                    | Équipe             | M.        | B.        | M.    | B.    |
| 2007 - 2008           | UD Las Palmas B       | 4                     | 20          | 10          | -                     | -                     | -                  | -         | -         | 20    | 10    |
| 2008 - 2009           | UD Las Palmas B       | 3                     | 37          | 0           | -                     | -                     | -                  | -         | -         | 37    | 0     |
| 2008 - 2009           | UD Las Palmas         | 2                     | 1           | 0           | -                     | -                     | -                  | -         | -         | 1     | 0     |
| 2009 - 2010           | CD Mirandés           | 3                     | 29          | 1           | -                     | -                     | -                  | -         | -         | 29    | 1     |
| 2010 - 2011           | UD Las Palmas         | 2                     | 5           | 0           | 1                     | 0                     | Guinée équatoriale | 2         | 0         | 8     | 0     |
| 2011 - 2012           | UD Las Palmas         | 2                     | 2           | 0           | -                     | -                     | Guinée équatoriale | 8         | 3         | 10    | 3     |
| Total sur la carrière | Total sur la carrière | Total sur la carrière | 74          | 11          | 1                     | 0                     | Guinée équatoriale | 10        | 3         | 85    | 14    |